# Księżniczka Marsa
Księżniczka Marsa (tyt. oryg. A Princess of Mars) – pierwsza część cyklu science fantasy o przygodach Johna Cartera na Marsie. Powieść napisał Edgar Rice Burroughs, a po raz pierwszy została wydana w 1912.

## Treść
John Carter walczący w randze kapitana kawalerii po stronie Południa w amerykańskiej Wojnie Domowej, po zakończeniu wojny wyrusza wraz z przyjacielem na poszukiwanie złota. W trakcie tych poszukiwań w bliżej niewyjaśnianych okolicznościach zostaje przeniesiony na Marsa. Dzięki mniejszej grawitacji Marsa zyskuje przewagę nad tubylcami, którzy mają rzadsze kości i mięśnie dostosowane do grawitacji Marsa. Te atuty pozwalają mu uniknąć śmierci z rąk tubylców – Tharków (zielonych olbrzymów o sześciu kończynach). W trakcie okazuje się jednak, że na Marsie żyje więcej ras rozumnych – w tym bardziej humanoidalne. John Carter zakochawszy się w księżniczce jednej z tych ras, wyrusza na jej ratunek.

## Adaptacje
- W grudniu 2009 roku odbyła się premiera filmu Księżniczka Marsa nakręconego i wydanego na podstawie powieści przez The Asylum[2]. Film ukazał się bezpośrednio na DVD.

- W marcu 2012 roku odbyła się premiera filmu John Carter, którego podstawą do napisania scenariusza były utwory Księżniczka Marsa oraz John Carter of Mars z 1964 roku[3].